# Seriola lalandi
Seriola lalandi ―conocido como
jurel,
jurel de Castilla,
dorado chileno o
palometa chilena―
es un pez de cola amarilla, sin línea negra en los ojos; solo se puede encontrar en aguas subtropicales o templadas calientes. Es un pez tropical, de tamaño medio, que habita en aguas cálidas.
| Región o país                | nombre            |
| ---------------------------- | ----------------- |
| Perú                         | jurel             |
| Brasil                       | olhete            |
| Chile                        | dorado            |
| Chile                        | palometa          |
| Isla de Pascua (Chile)       | toremo            |
| Isla Robinson Crusoe (Chile) | vidriola          |
| México                       | jurel de Castilla |
| países de habla inglesa      | yellowtail        |

## Enlaces externos

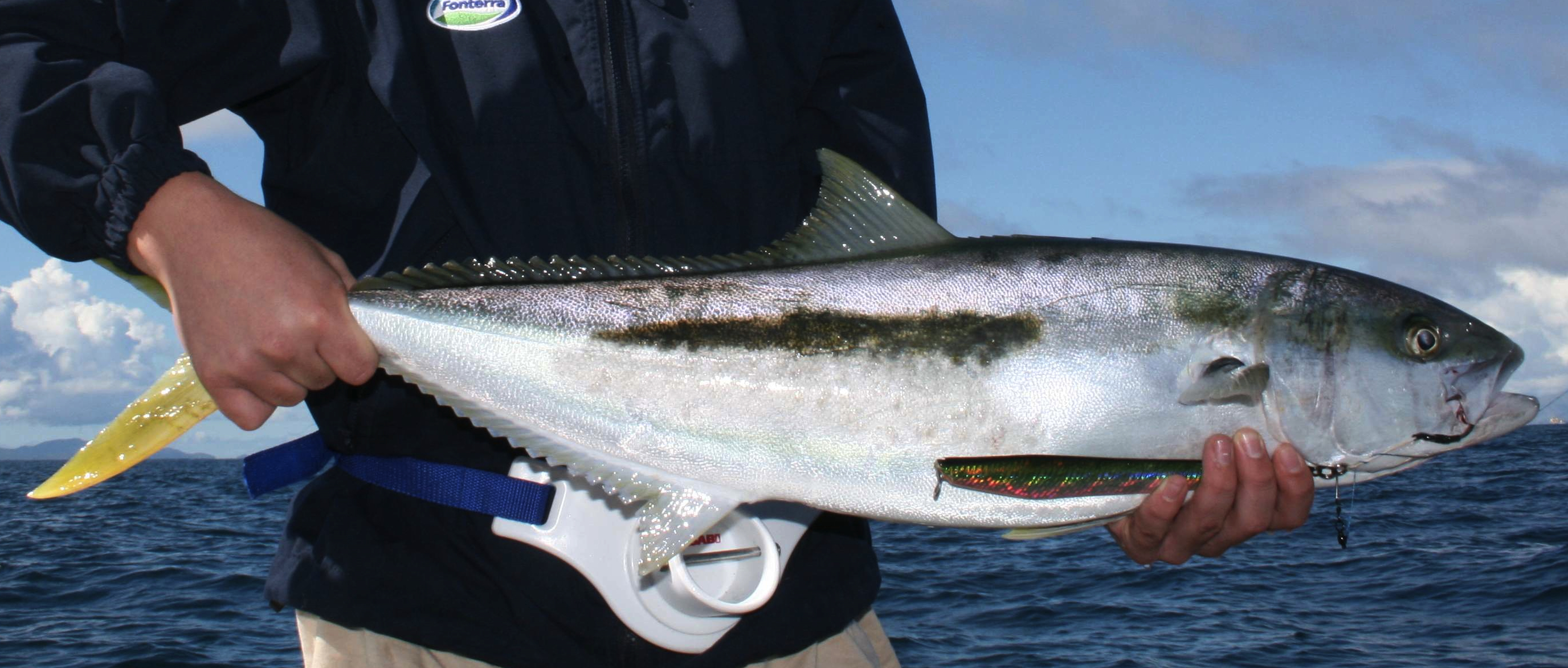
Capturado